# 1992.
◄ | 19. stoljeće | 20. stoljeće | 21. stoljeće | ►
◄ | 1960-ih | 1970-ih | 1980-ih | 1990-ih | 2000-ih | 2010-ih | 2020-ih | ►
◄◄ | ◄ | 1989. | 1990. | 1991. | 1992. | 1993. | 1994. | 1995. | ► | ►►
Arhitektura • Astronautika • Astronomija • Biologija • Film • Fotografija • Glazba • Kazalište • Kemija • Kiparstvo • Knjige • Književnost • Kršćanstvo • Meteorologija • Medicina • Planinarstvo • Politika • Pravo • Promet • Slikarstvo • Strip • Šport • Televizija • Znanost • Zrakoplovstvo • Željeznički promet
1992. (rimski MCMCXII), bila je prijestupna, 91. godina 20. stoljeća i 991. godina 2. tisućljeća prema Gregorijanskomu kalendaru.
Opća skupština Ujedinjenih naroda proglasila ju je Međunarodnom svemirskom godinom.

## Događaji
- 6. siječnja – otvoreno političko pismo petorice intelektualaca iz BiH upućeno iz Sarajeva predsjedniku Hrvatske dr. Franji Tuđmanu s optužbom da je izgubio pravo zastupati interese hrvatskog naroda[1]
- 7. siječnja – Helikopter promatrača Europske zajednice u Hrvatskoj srušio je raketom zrak-zrak zrakoplov Jugoslavenske armije MiG-21 u mjestu Podrute kraj Novog Marofa.
- 9. siječnja – Proglašena Republika srpskog naroda Bosne i Hercegovine, kao odgovor na odluku BiH da krene putem neovisnosti. Za predsjednika izabran Radovan Karadžić.
- 11. siječnja, i 12. siječnja – Albanci organizirali Referendum o teritorijalnoj i političkoj autonomiji u Makedoniju.[2]
- 15. siječnja – Europska unija priznaje neovisnost Slovenije i Hrvatske.
- 17. siječnja – Hrvatski veslački savez primljen u Međunarodnu veslačku federaciju. Veslanje je prvi sport u neovisnoj Hrvatskoj koji je primljen u odgovarajuću međunarodnu organizaciju.
- 8. veljače – Na Poljudu odigrana revijalna utakmica Hajduka i pripadnika 4. brigade Zbora narodne garde.[3]
- 21. veljače – Vijeće sigurnosti Ujedinjenih naroda šalje mirotvornu misiju UNPROFOR u Hrvatsku
- 23. veljače – Završetak zimskih olimpijskih igara u Albertvilleu.
- 1. travnja – Srpske paravojne postrojbe zauzimaju Bijeljinu, sukobi u Bosni i Hercegovini eskaliraju u rat.
- 6. travnja – Bosanski Srbi, kao odgovor na proglašenje neovisnosti Bosne i Hercegovine, započeli opsadu Sarajeva.
- 6. travnja – Albanski aktivisti u Makedoniji u gradu Struga proglasili Republiku Iliridu.[4]
- 7. travnja – Sjedinjene Američke Države priznaju neovisnost Bosne i Hercegovine.
- 27. travnja – Proglašena Savezna Republika Jugoslavija, u čijem sastavu su Srbija i Crna Gora.
- 12. svibnja – Zapovjednik vojske bosanskih Srba postao general Ratko Mladić.
- 15. svibnja – Pokolj na planini Vlašiću: srpske agresorske snage ubile 14 zarobljenih pripadnika HVO-a Travnik.
- 17. svibnja – Spaljen Orijentalni institut u Sarajevu. Nakon bombardiranja zapaljivim streljivom nepovratno izgubljena rukopisna zbirka s 5263 kodeksa i arhiva s preko 200.000 dokumenata.
- 22. svibnja – Republika Hrvatska primljena u Ujedinjene narode kao suverena i neovisna država.
- 26. svibnja – Oslobođena Mokošica.[5]
- 30. svibnja – Ujedinjeni narodi proglašavaju opće sankcije protiv SR Jugoslavije.
- 11. lipnja – U operaciji HVO Čagalj oslobođeni Orlovac, Hum i vojarna JNA Helidrom.[6]
- 15. lipnja – Dobrica Ćosić izabran za prvog predsjednika SR Jugoslavije.
- 15. lipnja – Predsjedništvo BiH proglasilo ratno stanje, objavilo opću mobilizaciju i uvelo radnu obvezu.
- 19. srpnja – pokrenut prvi internet backgammon server u realnom vremenu, FIBS
- 25. srpnja – 9. kolovoza – Održane XXV. Olimpijske igre u Barceloni.
- 12. kolovoza – Dotadašnja Republika srpskog naroda BiH dobiva naziv Republika Srpska.
- 17. studenog – Ostvarena prva hrvatska internetska veza prema svijetu, u sklopu tadašnjeg projekta a današnje ustanove CARNet. U auli Rektorata Sveučilišta u Zagrebu službeno tad je puštena u rad hrvatska akademska i istraživačka računalno komunikacijska mreža, zasnovana na IP protokolu i njezina poveznica na globalnu mrežu Internet. Ovo se službeno smatra danom kad je Internet zaživio u Hrvatskoj. Projekt je 1991. godine pokrenulo Ministarstvo znanosti, tehnologije i informatike RH.
- 15. prosinca – U prostorijama župne crkve u Novoj Biloj, koja je opkoljenim Hrvatima Lašvanske doline služila za zbrinjavanje ranjenika još od 19. listopada 1992., službeno osnovana ratna crkva-bolnica nazvana Franjevačka bolnica "Dr. fra Mato Nikolić"
- 20. prosinca – Slobodan Milošević osvaja drugi mandat na mjestu predsjednika Srbije.
- 29. prosinca – U Ženevi su se SAD i Rusija složile oko sporazuma START II, kojim se reducira strateško nuklearno naoružanje.

## Rođenja

### Siječanj – ožujak
- 1. siječnja – Jack Wilshere, engleski nogometaš
- 2. siječnja – Martina Radić, hrvatska pjevačica
- 10. siječnja – Šime Vrsaljko, hrvatski nogometaš
- 11. siječnja – Dani Carvajal, španjolski nogometaš
- 19. siječnja – Dora Krsnik, hrvatska rukometašica
- 19. siječnja – Mac Miller, američki reper
- 20. siječnja – Gökhan Töre, turski nogometaš
- 5. veljače – Neymar, brazilski nogometaš
- 11. veljače – Taylor Lautner, američki glumac
- 13. veljače – Tino-Sven Sušić, bosanskohercegovački nogometaš
- 14. veljače – Christian Eriksen, danski nogometaš
- 14. veljače – Igor Lazić, hrvatski hokejaš na ledu
- 26. veljače – Mikael Granlund, finski hokejaš na ledu
- 17. ožujka – John Boyega, engleski glumac
- 21. ožujka – Robert Budak, hrvatski kazališni, televizijski i filmski glumac († 2019.)
- 23. ožujka – Kyrie Irving, australsko-američki profesionalni košarkaš
- 25. ožujka – Borna Rendulić, hrvatski hokejaš na ledu

### Travanj – lipanj
- 6. travnja – Karla Šitić, hrvatska plivačica
- 7. travnja – Petar Franjić, australski nogometaš hrvatskog podrijetla
- 10. travnja – Sadio Mané, senegalski nogometaš
- 15. travnja – John Guidetti, švedski nogometaš
- 30. travnja – Marc-André ter Stegen, njemački nogometni vratar
- 1. svibnja – Teya Dora, srpska pjevačica
- 2. svibnja – Vanessa Mai, njemačka pjevačica hrvatskoga porijekla
- 20. svibnja – Cate Campbell, australska plivačica
- 4. lipnja – Dino Jelusić, hrvatski pjevač
- 6. lipnja – Petar Trstenjak, hrvatski hokejaš na ledu
- 7. lipnja – Franka Batelić, hrvatska pjevačica
- 12. lipnja – Dominik Glavina, hrvatski nogometaš
- 15. lipnja – Mohamed Salah, egipatski nogometaš
- 24. lipnja – David Alaba, austrijski nogometaš

### Srpanj – rujan
- 22. srpnja – Selena Gomez, američka glumica i pjevačica
- 11. kolovoza – Allisson Lozz, meksička glumica i pjevačica
- 14. kolovoza – Marijeta Vidak, hrvatska rukometašica
- 20. kolovoza – Demi Lovato, američka glumica i pjevačica
- 20. kolovoza – Matej Delač, hrvatski nogometni vratar
- 22. kolovoza – Ema Burgić, bosanskohercegovačka tenisačica
- 28. kolovoza – Hanna Huskova, bjeloruska skijašica
- 30. kolovoza – Filip Ivić, hrvatski rukometni vratar
- 9. rujna – Stipe Mandalinić, hrvatski rukometaš
- 15. rujna – Hiljson Mandela, hrvatski hip-hop glazbenik i pjevač
- 20. rujna – Safura Alizade, azerbejdžanska pjevačica i saksofonistica
- 21. rujna – Aleksander Aamodt Kilde, norveški alpski skijaš
- 27. rujna – Granit Xhaka, švicarski nogometaš albanskoga porijekla

### Listopad – prosinac
- 18. listopada – Sandro Obranović, hrvatski reprezentativni rukometaš
- 24. listopada – Katarina Madirazza, hrvatska glumica
- 31. listopada – Vanessa Marano, američka glumica
- 5. studenog – Marco Verratti, talijanski nogometaš
- 9. studenog – Marko Bencun, hrvatski nogometaš
- 16. studenog – Marcelo Brozović, hrvatski nogometaš
- 23. studenog – Miley Cyrus, američka glumica i pjevačica
- 25. studenog – Mario Šoštarić, hrvatski i slovenski rukometaš
- 19. prosinca – Katarina Ježić, hrvatska rukometašica
- 26. prosinca – Lucia Stefania Glavich Mandarić, hrvatska glumica
- 30. prosinca – Fabijan Pavao Medvešek, hrvatski glumac

## Smrti

### Siječanj – ožujak
- 3. siječnja – Judith Anderson, australska glumica (* 1897.)
- 25. siječnja – Ivo Grgurev, hrvatski pjesnik (* 1909.)
- 27. siječnja – Ivica Čuljak, hrvatski pjevač (* 1960.)
- 12. veljače – Marijan Kunšt, hrvatski operni pjevač (* 1924.)
- 20. veljače – Dick York, američki glumac (* 1928.)
- 25. veljače – Zlatko Celent, hrvatski veslač (* 1952.)
- 28. veljače – Ljubo Benčić, hrvatski nogometaš i trener (* 1905.)
- 1. ožujka – Karlo Štajner, hrvatski publicist, autor knjige 7000 dana u Sibiru (* 1902.)
- 2. ožujka – Sandy Dennis, američka glumica (* 1937.)
- 6. ožujka – Krešimir Kovačević, hrvatski muzikolog i leksikograf (* 1913.)
- 6. ožujka – Alojz Benac, bosanskohercegovački arheolog i povjesničar (* 1914.)
- 11. ožujka – Stjepan Bartolović, bački hrvatski jezikoslovac (* 1909.)
- 13. ožujka – Irmã Dulce, brazilska svetica (* 1914.)
- 23. ožujka – Friedrich von Hayek, britanski ekonomist (* 1899.)

### Travanj – lipanj
- 6. travnja – Isaac Asimov, američki pisac fantastike i biokemičar (* 1920.)
- 8. travnja – Daniel Bovet, talijanski farmakolog, nobelovac (* 1907.)
- 10. travnja – Sam Kinison, američki glumac i komičar (* 1953.)
- 12. travnja – Ilario Bandini, talijanski proizvođač automobila (* 1911.)
- 20. travnja – Benny Hill, britanski glumac (* 1924.)
- 21. travnja – Louis Diercxsens, belgijski hokejaš na travi (* 1898.)
- 27. travnja – Olivier Messiaen, francuski skladatelj i orguljaš (* 1908.)
- 6. svibnja – Marlene Dietrich, njemačko-američka glumica i pjevačica (* 1901.)
- 6. svibnja – Norbert Neugebauer, hrvatski filmski redatelj i crtač stripa (* 1917.)
- 12. svibnja – Robert Reed, američki glumac (* 1932.)
- 30. svibnja – Karl Carstens, njemački političar (* 1914.)
- 31. svibnja – Walter Neugebauer, autor stripova (* 1921.)
- 31. svibnja – Robert Ivušić, hrvatski ratni dragovoljac (* 1973.)
- 16. lipnja – Ivan Pančić, bački hrvatski književnik (* 1933.)
- 21. lipnja – Li Xiannian, kineski predsjednik (* 1909.)
- 27. lipnja – Mihail Talj, sovjetsko-latvijski šahist (* 1936.)

### Srpanj – rujan
- 1. srpnja – Niels Heilbuth, danski hokejaš na travi (* 1906.)
- 7. srpnja – Andrija Andabak, hrvatski vojnik (* 1956.)
- 15. srpnja – Hammer DeRoburt, nauruski predsjednik (* 1922.)
- 19. srpnja – Allen Newell, američki znanstvenik, jedan od osnivača područja umjetne inteligencije (* 1927.)
- 28. srpnja – Antun Mladen Vranješ, hrvatski i bosanskohercegovački pjesnik (* 1943.)
- 29. srpnja – Jovan Rašković, pobunjenički srpski političar iz Hrvatske (* 1929.)
- 8. kolovoza – John Kordic, američki hokejaš na ledu (* 1965.)
- 9. kolovoza – Blaž Kraljević, zapovjednik HOS-a u Hercegovini (* 1947.)
- 22. kolovoza – Ljubo Kokeza, hrvatski nogometaš (* 1920.)
- 25. kolovoza – Mate Demarin, hrvatski pedagog (* 1899.)
- 26. kolovoza – Đurđica Barlović, hrvatska pjevačica (* 1950.)
- 2. rujna – Barbara McClintock, američka genetičarka i nobelovka (* 1902.)
- 3. rujna – Bruno Bjelinski, hrvatski skladatelj (* 1909.)
- 11. rujna – Stojan Vujnović, hrvatski vojni zapovjednik (* 1953.)
- 12. rujna – Anthony Perkins, američki glumac (* 1932.)
- 13. rujna – Božidar Rašica, hrvatski arhitekt, slikar (* 1912.)

### Listopad – prosinac
- 3. listopada – Drago Galić, hrvatski arhitekt (* 1907.)
- 8. listopada – Willy Brandt, njemački političar i državnik (* 1913.)
- 20. listopada – Ivan Focht, hrvatski filozof (* 1927.)
- 21. listopada – Ante Ciliga, hrvatski političar (* 1898.)
- 22. listopada – Cleavon Little, američki glumac (* 1939.)
- 2. studenoga – Jerko Fućak, hrvatski teolog, bibličar, franjevac (* 1932.)
- 5. studenoga – Arpad Elo, mađarski šahist (* 1903.)
- 7. studenoga – Aleksandar Dubček, slovački političar (* 1921.)
- 25. studenoga – Joseph Arthur Ankrah, ganski predsjednik (* 1915.)
- 8. prosinca – Smail Šikalo, bosanskohercegovački vojnik (* 1967.)
- 17. prosinca – Dana Andrews, američki glumac (* 1909.)
- 18. prosinca – Vojin Bakić, hrvatski kipar (* 1915.)
- 20. prosinca – Harald Huffmann, njemački hokejaš na travi (* 1908.)
- 24. prosinca – Peyo, belgijski crtač stripa (* 1928.)
- 24. prosinca – Stella Skopal, hrvatska kiparica i keramičarka (* 1904.)
- 26. prosinca – John George Kemeny, američko - mađarski matematičar (* 1926.)
- 30. prosinca – Mihailo Lalić, crnogorski književnik (* 1914.)

### Nepoznat datum smrti
- Svend Jørgensen, danski hokejaš na travi (* 1904.)
- Enver Krupić, bosanskohercegovački slikar (* 1911.)
- Ivan Rukavina, hrvatski vojni zapovjednik i političar (* 1912.)
- Mirko Slade Šilović, hrvatski pjesnik (* 1916.)
- Neven Šegvić, hrvatski arhitekt (* 1917.)
- Ivan Focht, hrvatski i bosanskohercegovački filozof (* 1927.)
- Fuad Muhić, bosanskohercegovački znanstvenik, sveučilišni nastavnik, filozof, pravni stručnjak i političar iz Sarajeva (* 1941.)
- Luka Blažanović, hrvatski i bosanskohercegovački pjesnik (* 1957.)

## Nobelova nagrada za 1992. godinu
- Fizika: Georges Charpak
- Kemija: Rudolph Arthur Marcus
- Fiziologija i medicina: Edmond H. Fischer i Edwin G. Krebs
- Književnost: Derek Walcott
- Mir: Rigoberta Menchú Tum
- Ekonomija: Gary S. Becker

## Obljetnice i godišnjice
- Stogodišnjica rođenja Marije Petković[7]

## Vanjske poveznice
|  | Zajednički poslužitelj ima još gradiva o temi 1992. |